# Лауреаты Государственной премии Российской Федерации за 2016 год
Лауреаты государственной премии Российской Федерации за 2016 год были названы указами Президента Российской Федерации № 643 от 7 декабря 2016 года, 231, 233, 234 от 3 и 7 июня 2017 года и объявлены 7 июня 2017 года.
По традиции торжественная церемония вручения государственных премий Российской Федерации пройдёт в День России 12 июня 2017 года в Георгиевском зале Большого Кремлёвского дворца.

## Лауреаты в области правозащитной и благотворительной деятельности
- Глинка, Елизавета Петровна, исполнительный директор Международной общественной организации «Справедливая помощь»
- Ткаченко, Александр Евгеньевич, генеральный директор Автономной некоммерческой организации «Детский хоспис»

## Лауреаты в области науки и технологий
За создание рациональных систем разработки нефтяных, нефтегазовых и газонефтяных месторождений Западной Сибири
- Батурин, Юрий Ефремович, доктор технических наук, советник главного геолога — заместителя генерального директора открытого акционерного общества «Сургутнефтегаз»;
- Богданов, Владимир Леонидович, доктор экономических наук, генеральный директор открытого акционерного общества «Сургутнефтегаз»;
- Нуряев, Анатолий Сергеевич, первый заместитель генерального директора того же акционерного общества.

За научное обоснование и внедрение в клиническую практику новой концепции снижения заболеваемости и смертности среди пациентов с нарушениями ритма сердца
- Ревишвили, Амиран Шотаевич, академик Российской академии наук, директор федерального государственного бюджетного учреждения «Институт хирургии имени А. В. Вишневского» Министерства здравоохранения Российской Федерации;
- Караськов, Александр Михайлович, академик Российской академии наук, директор федерального государственного бюджетного учреждения «Сибирский федеральный биомедицинский исследовательский центр имени академика Е. Н. Мешалкина» Министерства здравоохранения Российской Федерации;
- Покушалов, Евгений Анатольевич, член-корреспондент Российской академии наук, заместитель директора по научно-экспериментальной работе того же учреждения.

За создание теории дисковой аккреции вещества на чёрные дыры
- Шакура, Николай Иванович, доктор физико-математических наук, заведующий отделом релятивистской астрофизики Государственного астрономического института имени П. К. Штернберга федерального государственного бюджетного образовательного учреждения высшего образования «Московский государственный университет имени М. В. Ломоносова»;
- Сюняев, Рашид Алиевич, академик Российской академии наук, заведующий лабораторией теоретической астрофизики и научного сопровождения проекта «Спектр-РГ» отдела астрофизики высоких энергий федерального государственного бюджетного учреждения науки Институт космических исследований Российской академии наук.

## Лауреаты в области литературы и искусства
- Артемьев, Эдуард Николаевич, композитор, — за вклад в развитие отечественного и мирового музыкального искусства;
- Григорович, Юрий Николаевич, балетмейстер, — за выдающийся вклад в развитие отечественного и мирового хореографического искусства;
- Пиотровский, Михаил Борисович, генеральный директор федерального государственного бюджетного учреждения культуры «Государственный Эрмитаж», — за вклад в сохранение отечественного и мирового культурного наследия.

## Лауреаты в области гуманитарной деятельности
- Герман (Гранин), Даниил Александрович — писатель, общественный деятель.